# Thandwe
Thandwe (en birmano: သံတွဲမြို့), históricamente llamada Dwaraddy, es una ciudad birmana en el estado de Rakáin. Está situada cerca de la cordillera Arakan.

## Clima
Thandwe tiene un clima tropical monzónico. Las temperaturas son muy cálidas a lo largo del año.
| Parámetros climáticos promedio de Thandwe (1991–2020, extremos 1978–1994) | Parámetros climáticos promedio de Thandwe (1991–2020, extremos 1978–1994) | Parámetros climáticos promedio de Thandwe (1991–2020, extremos 1978–1994) | Parámetros climáticos promedio de Thandwe (1991–2020, extremos 1978–1994) | Parámetros climáticos promedio de Thandwe (1991–2020, extremos 1978–1994) | Parámetros climáticos promedio de Thandwe (1991–2020, extremos 1978–1994) | Parámetros climáticos promedio de Thandwe (1991–2020, extremos 1978–1994) | Parámetros climáticos promedio de Thandwe (1991–2020, extremos 1978–1994) | Parámetros climáticos promedio de Thandwe (1991–2020, extremos 1978–1994) | Parámetros climáticos promedio de Thandwe (1991–2020, extremos 1978–1994) | Parámetros climáticos promedio de Thandwe (1991–2020, extremos 1978–1994) | Parámetros climáticos promedio de Thandwe (1991–2020, extremos 1978–1994) | Parámetros climáticos promedio de Thandwe (1991–2020, extremos 1978–1994) | Parámetros climáticos promedio de Thandwe (1991–2020, extremos 1978–1994) |
| Mes                                                                       | Ene.                                                                      | Feb.                                                                      | Mar.                                                                      | Abr.                                                                      | May.                                                                      | Jun.                                                                      | Jul.                                                                      | Ago.                                                                      | Sep.                                                                      | Oct.                                                                      | Nov.                                                                      | Dic.                                                                      | Anual                                                                     |
| ------------------------------------------------------------------------- | ------------------------------------------------------------------------- | ------------------------------------------------------------------------- | ------------------------------------------------------------------------- | ------------------------------------------------------------------------- | ------------------------------------------------------------------------- | ------------------------------------------------------------------------- | ------------------------------------------------------------------------- | ------------------------------------------------------------------------- | ------------------------------------------------------------------------- | ------------------------------------------------------------------------- | ------------------------------------------------------------------------- | ------------------------------------------------------------------------- | ------------------------------------------------------------------------- |
| Temp. máx. abs. (°C)                                                      | 37.2                                                                      | 35.0                                                                      | 37.8                                                                      | 37.2                                                                      | 37.8                                                                      | 37.2                                                                      | 32.8                                                                      | 32.8                                                                      | 35.0                                                                      | 33.9                                                                      | 36.1                                                                      | 32.8                                                                      | 37.8                                                                      |
| Temp. máx. media (°C)                                                     | 31.0                                                                      | 32.7                                                                      | 34.0                                                                      | 35.2                                                                      | 34.2                                                                      | 30.8                                                                      | 29.9                                                                      | 29.9                                                                      | 31.6                                                                      | 33.4                                                                      | 33.1                                                                      | 31.8                                                                      | 32.3                                                                      |
| Temp. media (°C)                                                          | 21.9                                                                      | 23.2                                                                      | 26.1                                                                      | 28.9                                                                      | 29.3                                                                      | 27.3                                                                      | 26.8                                                                      | 26.7                                                                      | 27.5                                                                      | 28.2                                                                      | 26.5                                                                      | 23.6                                                                      | 26.3                                                                      |
| Temp. mín. media (°C)                                                     | 12.9                                                                      | 13.8                                                                      | 18.2                                                                      | 22.7                                                                      | 24.4                                                                      | 23.9                                                                      | 23.6                                                                      | 23.5                                                                      | 23.5                                                                      | 23.0                                                                      | 20.0                                                                      | 15.5                                                                      | 20.4                                                                      |
| Temp. mín. abs. (°C)                                                      | 7.2                                                                       | 7.2                                                                       | 10.0                                                                      | 16.1                                                                      | 20.0                                                                      | 20.0                                                                      | 17.8                                                                      | 20.0                                                                      | 20.0                                                                      | 18.9                                                                      | 12.2                                                                      | 8.3                                                                       | 7.2                                                                       |
| Precipitación total (mm)                                                  | 7.5                                                                       | 6.2                                                                       | 3.6                                                                       | 17.1                                                                      | 354.2                                                                     | 1254.4                                                                    | 1521.5                                                                    | 1348.4                                                                    | 627.6                                                                     | 192.1                                                                     | 40.3                                                                      | 10.8                                                                      | 5383.7                                                                    |
| Días de precipitaciones (≥ 1.0 mm)                                        | 0.4                                                                       | 0.3                                                                       | 0.5                                                                       | 1.8                                                                       | 11.3                                                                      | 22.9                                                                      | 25.3                                                                      | 23.6                                                                      | 18.4                                                                      | 11.5                                                                      | 2.8                                                                       | 0.4                                                                       | 119.1                                                                     |
| Fuente n.º 1: Organización Meteorológica Mundial                          |                                                                           |                                                                           |                                                                           |                                                                           |                                                                           |                                                                           |                                                                           |                                                                           |                                                                           |                                                                           |                                                                           |                                                                           |                                                                           |
| Fuente n.º 2: Sistema de Clasificación Bioclimática Mundial               |                                                                           |                                                                           |                                                                           |                                                                           |                                                                           |                                                                           |                                                                           |                                                                           |                                                                           |                                                                           |                                                                           |                                                                           |                                                                           |